# Gonomyia (Leiponeura) sircari
Gonomyia (Leiponeura) sircari is een tweevleugelige uit de familie steltmuggen (Limoniidae). De soort komt voor in het Oriëntaals gebied.